# What Hits!?
What Hits!? (engl. für: „Welche Hits!?“) ist ein Best-of-Album der US-amerikanischen Alternative-Rock-Band Red Hot Chili Peppers. Es wurde am 29. September 1992 über das Label EMI Records veröffentlicht.

## Inhalt
Die auf dem Album enthaltenen Lieder sind zum Großteil zuvor veröffentlichte Singles aus den fünf bis zu diesem Zeitpunkt erschienenen Studioalben der Band. Diese sind The Red Hot Chili Peppers (zwei Songs), Freaky Styley (fünf Tracks), The Uplift Mofo Party Plan (vier Stücke), Mother’s Milk (fünf Titel) und Blood Sugar Sex Magik (ein Lied). Außerdem ist mit Show Me Your Soul ein Song vom Soundtrack zum Film Pretty Woman enthalten.

## Produktion
Die für die Kompilation gewählten Lieder wurden von fünf verschiedenen Produzenten produziert. Der größte Anteil stammt von Michael Beinhorn, der die acht Songs, die den Alben Mother’s Milk und The Uplift Mofo Party Plan entnommen sind, produzierte. George Clinton steuerte die fünf Produktionen der Tracks des Albums Freaky Styley bei und zwei Instrumentals (aus dem Album Red Hot Chili Peppers) wurden von Andy Gill produziert. Außerdem produzierte Rick Rubin das Stück Under the Bridge und Norwood Fisher den Titel Show Me Your Soul.
| Professionelle Bewertungen | Professionelle Bewertungen |
| -------------------------- | -------------------------- |
| Kritiken                   |                            |
| Quelle                     | Bewertung                  |
| Rolling Stone              | [ 1 ]                      |
| allmusic                   | [ 2 ]                      |

## Covergestaltung
Das Albumcover zeigt den Körper von Anthony Kiedis, Sänger der Red Hot Chili Peppers, in Schwarz-Weiß. Er spannt die Muskeln an und ist nur mit einer Unterhose bekleidet, wobei sein Gesicht nicht zu sehen ist. Der Hintergrund ist in orangen Farbtönen gehalten und zeigt Fotos aller Bandmitglieder. Vor Kiedis’ Oberkörper stehen die Schriftzüge Best Of und Red Hot Chili Peppers in Orange. In der unteren Bildhälfte befindet sich der Titel what hits!? in großen blau-grünen Buchstaben.

## Titelliste
| Nr. | Titel                          | Produzent        | Länge | Album                      |
| --- | ------------------------------ | ---------------- | ----- | -------------------------- |
| 1   | Higher Ground                  | Michael Beinhorn | 3:21  | Mother’s Milk              |
| 2   | Fight Like a Brave             | Michael Beinhorn | 3:47  | The Uplift Mofo Party Plan |
| 3   | Behind the Sun                 | Michael Beinhorn | 4:45  | The Uplift Mofo Party Plan |
| 4   | Me & My Friends                | Michael Beinhorn | 3:05  | The Uplift Mofo Party Plan |
| 5   | Backwoods                      | Michael Beinhorn | 3:06  | The Uplift Mofo Party Plan |
| 6   | True Men Don’t Kill Coyotes    | Andy Gill        | 3:36  | Red Hot Chili Peppers      |
| 7   | Fire                           | Michael Beinhorn | 2:01  | Mother’s Milk              |
| 8   | Get Up and Jump                | Andy Gill        | 2:50  | Red Hot Chili Peppers      |
| 9   | Knock Me Down                  | Michael Beinhorn | 3:43  | Mother’s Milk              |
| 10  | Under the Bridge               | Rick Rubin       | 4:24  | Blood Sugar Sex Magik      |
| 11  | Show Me Your Soul              | Norwood Fisher   | 4:22  | Soundtrack zu Pretty Woman |
| 12  | If You Want Me to Stay         | George Clinton   | 4:06  | Freaky Styley              |
| 13  | Hollywood                      | George Clinton   | 4:58  | Freaky Styley              |
| 14  | Jungle Man                     | George Clinton   | 4:04  | Freaky Styley              |
| 15  | The Brothers Cup               | George Clinton   | 3:24  | Freaky Styley              |
| 16  | Taste the Pain                 | Michael Beinhorn | 4:34  | Mother’s Milk              |
| 17  | Catholic School Girls Rule     | George Clinton   | 1:55  | Freaky Styley              |
| 18  | Johnny, Kick a Hole in the Sky | Michael Beinhorn | 5:10  | Mother’s Milk              |

## Chartplatzierungen und Singles
Das Best-of-Album erreichte in den USA Position 22 und verließ die Charts nach 30 Wochen. In Deutschland konnte sich der Tonträger nicht in den Top 100 platzieren.
Als Single wurde das Lied Behind the Sun ausgekoppelt, das schon auf dem 1987 erschienenen Album The Uplift Mofo Party Plan enthalten war. Der Song konnte sich nicht in den Charts platzieren.

## Verkaufszahlen und Auszeichnungen
Für mehr als eine Million verkaufte Exemplare wurde What Hits!? in den USA 1993 mit einer Platin-Schallplatte ausgezeichnet. Im Vereinigten Königreich erhielt das Album für über 300.000 verkaufte Einheiten im Jahr 2016 ebenfalls eine Platin-Schallplatte.

## VHS/DVD
Am selben Tag erschien auch eine VHS unter gleichem Namen, die elf bis zu diesem Zeitpunkt veröffentlichte Musikvideos und drei live gespielte Lieder der Gruppe enthält. 2002 wurde diese Version auch als DVD veröffentlicht.
1. "Behind the Sun"
2. "Under the Bridge"
3. "Show Me Your Soul"
4. "Taste the Pain"
5. "Higher Ground"
6. "Knock Me Down"
7. "Fight Like a Brave"
8. "Jungle Man"
9. "True Men Don’t Kill Coyotes"
10. "Catholic School Girls Rule"
11. "Fire"
12. "Stone Cold Bush" (live)
13. "Special Secret Song Inside" (live)
14. "Subway to Venus" (live)